# Elachistosuchus
Elachistosuchus là một chi archosauria sống vào thời kỳ Trias muộn